# سعید مصطفی (بازیکن فوتبال، زاده ۱۹۸۵)
سعید مصطفی (عربی: سعيد مصطفى؛ زادهٔ ۳۰ نوامبر ۱۹۸۵) بازیکن فوتبال اهل سودان است.
وی همچنین در تیم ملی فوتبال سودان بازی کرده‌است.